# Telefe Internacional
Telefe Internacional es un canal de televisión por suscripción internacional de origen argentino, el cual fue lanzado el 6 de abril de 1998 y emite los programas argentinos producidos para Telefe. Suele transmitir programas en diferido, en vivo y repeticiones.
Su programación en gran parte está compuesta por telenovelas, series, comedias, magazines, miniseries, series juveniles, programas de entretenimiento, programas deportivos y noticieros, enfocada hacia la comunidad argentina e hispana en el mundo.

## Historia
Telefe Internacional fue lanzado el 6 de abril de 1998 en algunos países de Latinoamérica como un objetivo inicial y con la finalidad de luego expandirse a nuevos territorios. 
En los inicios, un gran porcentaje del contenido emitido de la señal era de producción exclusiva para la misma (un programa deportivo, uno de música, un noticiero exclusivo, etc.). En la actualidad la grilla se compone de mayor cantidad de programas emitidos para Telefe y los cuales se emiten en vivo con el canal internacional. 
En marzo de 2001, ingresó en el mercado hispano en los Estados Unidos a través de DirecTV. Este fue un paso muy importante para el canal, ya que era un mercado que no tenía mucha penetración de señales en español. Lo mismo ocurrió en el resto de Latinoamérica, España y Oceanía.
El 3 de febrero de 2020, llegó Telefe Internacional a través de la plataforma de streaming Pluto TV.

## Logotipos

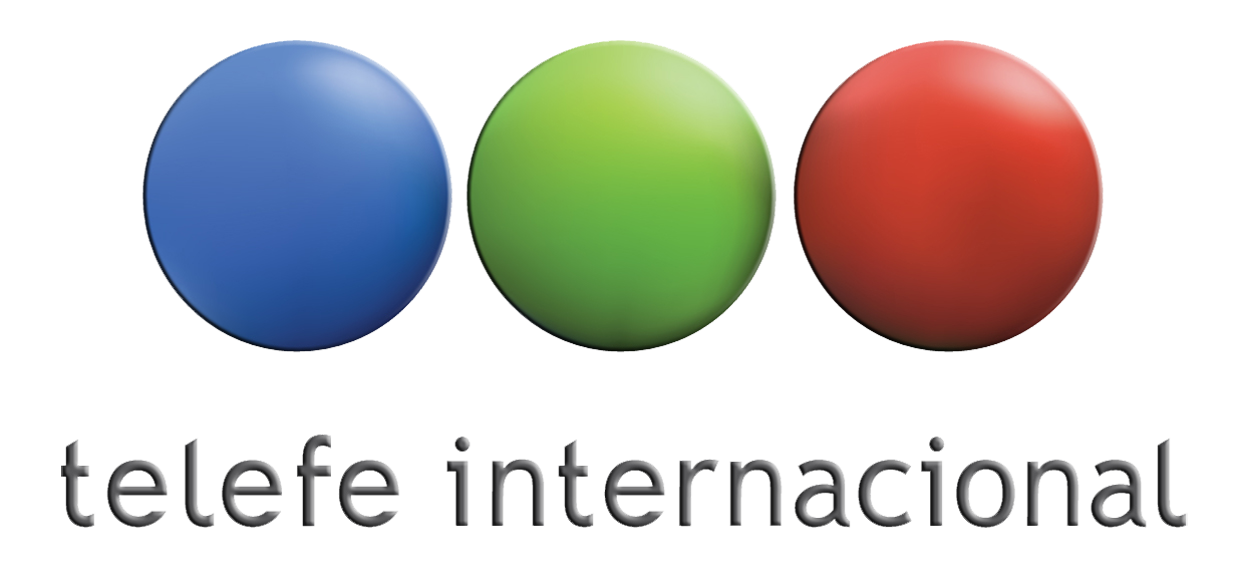
2011-2018
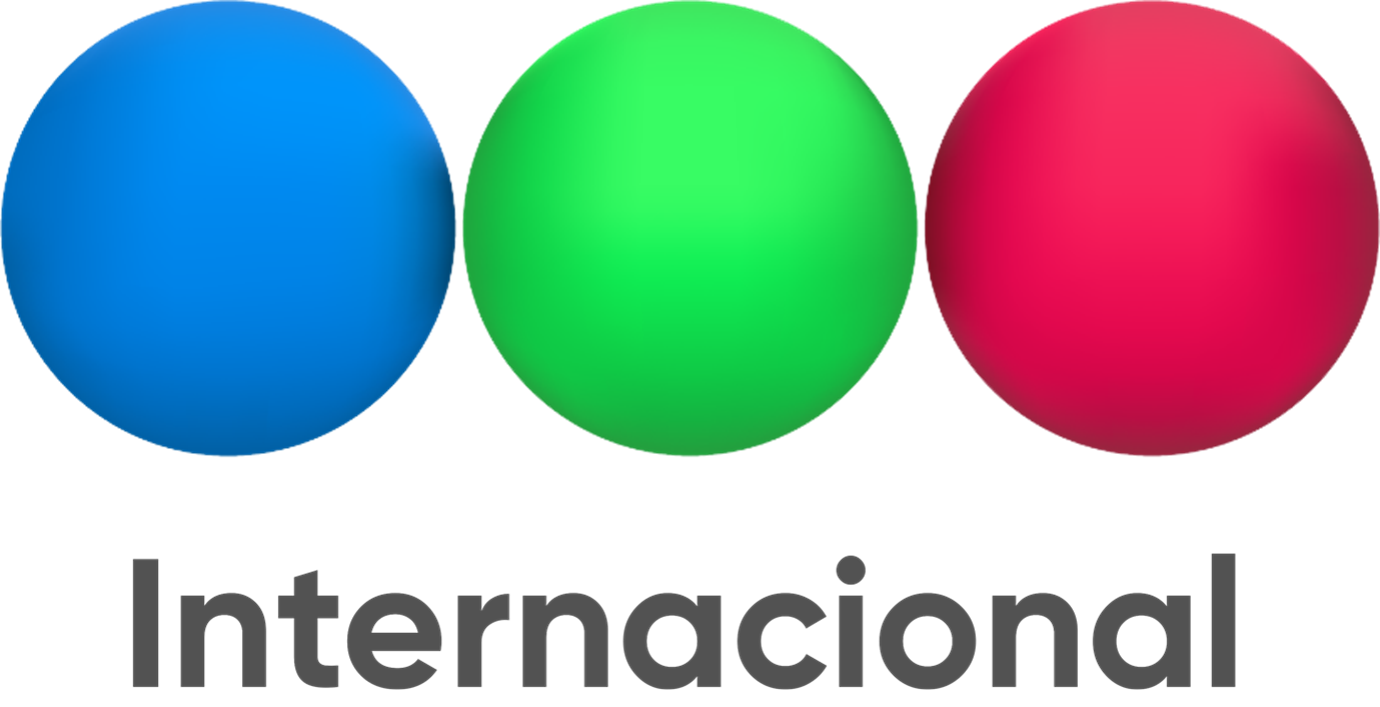
2018-presente